# Olimpíada de xadrez de 1982
A Olimpíada de xadrez de 1982 foi a 25.ª edição da Olimpíada de Xadrez organizada pela FIDE, realizada em Lucerna entre os dias 29 de outubro e 16 de novembro. A equipe da União Soviética (Anatoly Karpov, Garry Kasparov, Lev Polugaevsky, Alexander Beliavsky, Mikhail Tal e Artur Yusupov) venceu a competição, seguidos da Tchecoslováquia (Vlastimil Hort, Jan Smejkal, Ľubomír Ftáčnik, Vlastimil Jansa, Ján Plachetka e Jan Ambrož) e dos Estados Unidos (Walter Shawn Browne, Yasser Seirawan, Lev Alburt, Lubomir Kavalek, James Edward Tarjan e Larry Christiansen). A décima edição da Olimpíada de xadrez para mulheres foi realizada em conjunto. A equipe da União Soviética (Maia Chiburdanidze, Nana Alexandria, Nona Gaprindashvili e Nana Ioseliani) conquistou novamente a medalha de ouro, seguidos da Romênia (Margareta Mureşan, Marina Pogorevici, Daniela Nuţu-Terescenko e Elisabeta Polihroniade) e Hungria (Zsuzsa Verőci-Petronić, Mária Ivánka, Mária Porubszky-Angyalosine e Tünde Csonkics).

## Quadro de medalhas

### Masculino
| Tabuleiro | Ouro                            | Prata                  | Bronze                                                           |
| 1.º       | PAR Zenón Franco Ocampos        | MON Eric Girault       | YUG Ljubomir Ljubojević                                          |
| 2.º       | PHI Rico Mascariñas             | SEN Patrick Sargos     | URS Garry Kasparov AUS Robert Murray Jamieson                    |
| 3.º       | ECU Carlos Matamoros Franco     | THA Suchart Chaivichit | CAN Jean Hebert                                                  |
| 4.º       | NOR Simen Agdenstein            | CHN Ye Jiangchuan      | URS Alexander Beliavsky SUI Andreas Huss GRE Nikolaos Gavrilakis |
| 1.º res   | FRA Daniël Roos URS Mikhail Tal |                        | USA James Tarjan                                                 |
| 2.º res   | PNG Stuart Fancy                | THA Maijai Kavakul     | UGA Amos Mungyereza                                              |

### Feminino
| Tabuleiro | Ouro                                        | Prata                   | Bronze                                                                 |
| 1.º       | ITA Barbara Pernici                         | SWE Pia Cramling        | URS Maia Chiburdanidze HUN Zsuzsa Verőci-Petronić CAN Nava Shterenberg |
| 2.º       | URS Nana Alexandria                         | ENG Sheila Jackson      | ROM Marina Pogorevici                                                  |
| 3.º       | ROM Daniela Nutu                            | URS Nona Gaprindashvili | NED Erika Belle                                                        |
| res       | ROM Elisabeta Polihroniade COL Teresa Leyva |                         | POL Grażyna Szmacińska                                                 |